# SOV40
Xperia 1 SOV40（エクスペリア ワン エスオーブイ ヨンマル）は、ソニーモバイルコミュニケーションズによって開発された、auブランドを展開するKDDIおよび沖縄セルラー電話の第3.9世代移動通信システム（au 4G LTE/au VoLTE）、第4世代移動通信システム（au 4G LTE CA/WiMAX2+）対応スマートフォンである。

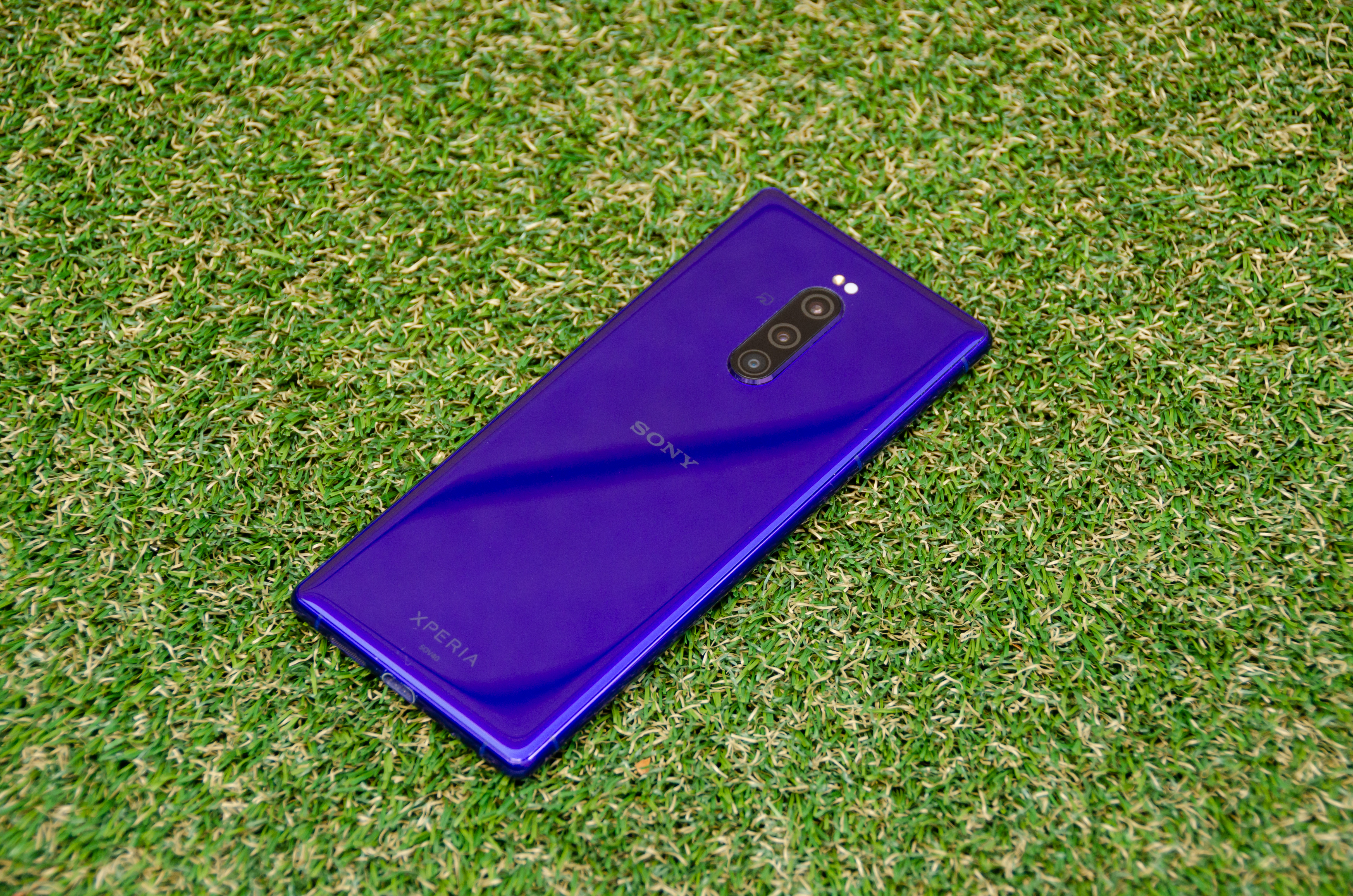
背面

## 概要
本機種はXperia 1の日本国内ローカライズモデルであり、Xperiaシリーズのフラッグシップモデルとなる。2019年夏の新商品の1つとして発売された。2019年6月14日に発売。
21:9比率の世界初4K2HDR対応有機ELディスプレイを搭載している。カメラではXperia初のトリプルレンズカメラで標準、望遠、超広角に切り替えることができる。またスマートフォンとしては世界初の瞳AFに対応した。
ボディカラーにはグローバルモデル同様ブラック、ホワイト、グレー、パープルの4色展開をする。

## 主な機能
| 主な機能・対応サービス                                                  | 主な機能・対応サービス                                                        | 主な機能・対応サービス                           | 主な機能・対応サービス             |
| ----------------------------------------------------------------------- | ----------------------------------------------------------------------------- | ------------------------------------------------ | ---------------------------------- |
| auウィジェット Webブラウザ                                              | うたパス音楽プレイヤー （ハイレゾ音源対応版）                                 | おサイフケータイ NFC おくだけ充電（Qi） 指紋認証 | ワンセグ フルセグ DLNA/DTCP-IP     |
| au one メール PCメール Gmail EZwebメール                                | デコレーションメール デコレーションアニメ                                     | Friends Note                                     | PCドキュメント                     |
| au Smart Sports Run & Walk Karada Manager ゴルフ(web版) Fitness、歩数計 | GPS 方位計                                                                    | au oneナビウォーク au one助手席ナビ              | au one ニュースEX au one GREE      |
| auベーシックホーム じぶん銀行                                           | 緊急速報メール                                                                | Bluetooth                                        | 無線LAN機能 (Wi-Fi) auシェアリンク |
| 赤外線通信（非対応）                                                    | au VoLTE （シンクコール対応） WIN HIGH SPEED au 4G LTE （3CC CA対応） WiMAX2+ | au世界サービス （旧・グローバルパスポート）      | auフェムトセル                     |
| microSD microSDHC microSDXC                                             | モーションセンサー(6軸)                                                       | 防水 防塵                                        | 簡易留守録 着信拒否設定            |

## 歴史
- 2019年2月26日（現地時間） - スペイン・バルセロナの携帯電話展示会「Mobile World Congress 2019」にてソニーモバイルコミュニケーションズよりグローバルモデル発表。この時点で日本国内での販売も予告されていた
- 2019年5月13日 - KDDI、およびソニーモバイルコミュニケーションズジャパンより公式発表。
- 2019年6月14日 - 発売開始。
- 2020年1月7日 - Android 10へのアップデート配信開始
- 2021年4月22日 - Android 11へのアップデート配信開始